# NN (filme)
NN é um filme de drama peruano de 2014 dirigido e escrito por Héctor Gálvez. Foi selecionado como representante do Peru à edição do Oscar 2015, organizada pela Academia de Artes e Ciências Cinematográficas.

## Elenco
- Paul Vega
- Antonieta Pari
- Isabel Gaona
- Lucho Cáceres
- Gonzalo Molina
- Manuel Gold
- Amiel Cayo
- Fiorella Díaz
- Andrea Pacheco